# 토바코 로드
토바코 로드(Tobacco Road)는 미국에서 제작된 존 포드 감독의 1941년 드라마, 코미디 영화이다. 찰리 그레이프 등이 주연으로 출연하였고 대릴 F. 자눅 등이 제작에 참여하였다.

## 출연

### 주연
- 찰리 그레이프
- 마조리 램보

### 조연
- 진 티어니
- 윌리엄 트레이시
- 엘리자베스 패터슨
- 데이나 앤드루스
- 슬림 서머빌
- 워드 본드
- 그랜트 미첼
- 제피 티버리
- 러셀 심슨
- 스펜서 차터스
- 얼빙 베이콘
- 해리 타일러
- 찰스 할튼
- 조지 챈들러

## 제작진
- 원작자: 어스킨 콜드웰
- 원작자: 잭 커크랜드

## 같이 보기
- 남부 고딕물